# Mount Gorham
Mount Gorham ist ein rund 1600 m hoher Berg an der Lassiter-Küste des Palmerlands im Süden der Antarktischen Halbinsel. In den Hutton Mountains ragt er unmittelbar südwestlich des Mount Tricorn auf. 
Der United States Geological Survey kartierte ihn anhand eigener Vermessungen und Luftaufnahmen der United States Navy aus den Jahren von 1961 bis 1967. Das Advisory Committee on Antarctic Names benannte ihn 1968 nach Charles E. Gorham, Bauarbeiter auf der Amundsen-Scott-Südpolstation im antarktischen Winter 1967.